# Chapelle Saint-Antoine de Rambervillers
Pour les articles homonymes, voir chapelle Saint-Antoine.
La chapelle Saint-Antoine de Rambervillers est une chapelle située à Rambervillers dans le département des Vosges en région Grand Est.

## Description
Les contreforts sont conçus en forme d'accolades, les fenêtres sont disposées par paires, et les tuiles violons datent du XIXe siècle.
À l'entrée, une niche abrite une statue de saint Antoine qui surplombe l'ensemble. L'intérieur est dépourvu de tout mobilier. Les murs sont ornés de plusieurs petites croix de Lorraine disséminées.

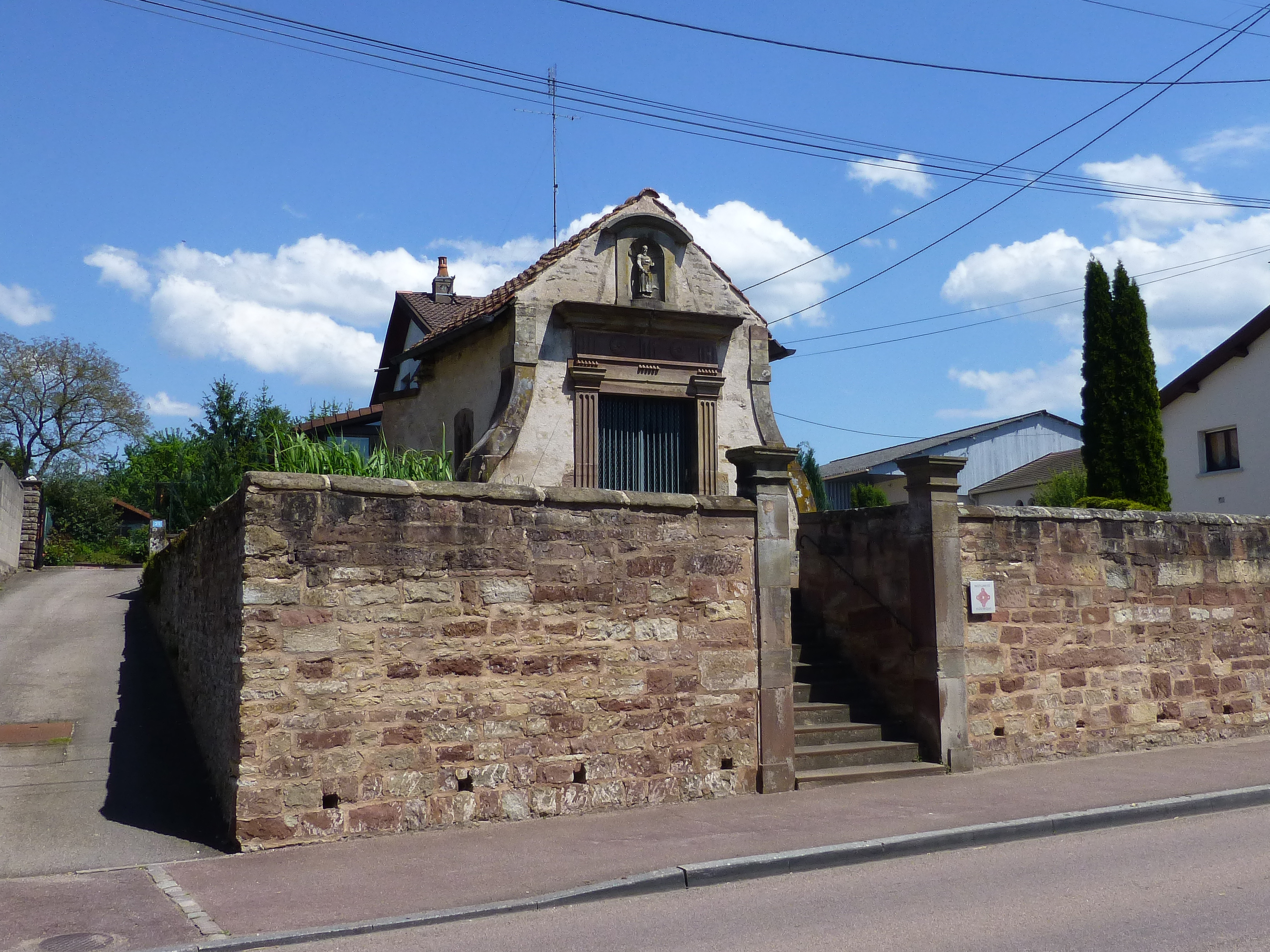
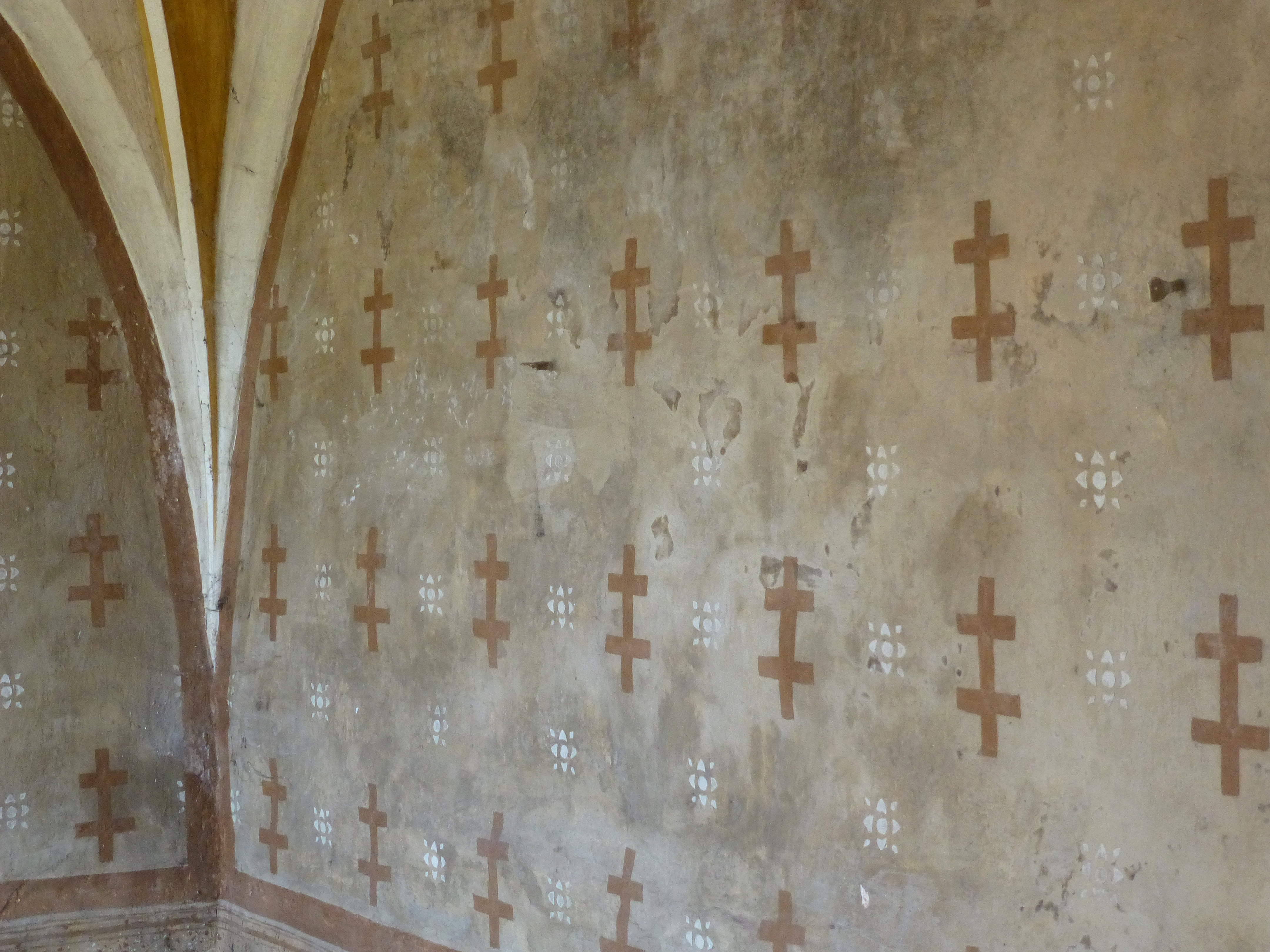
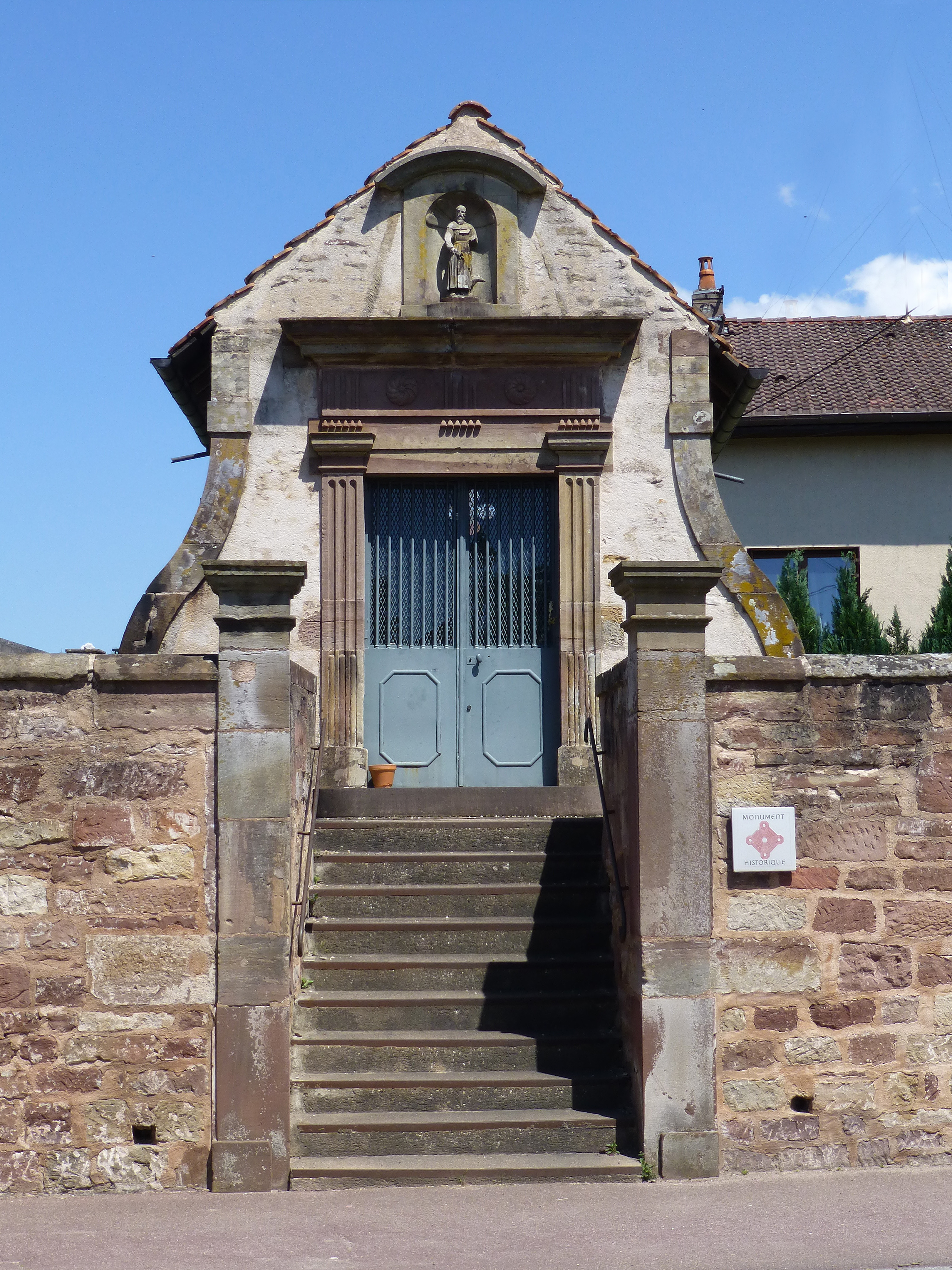
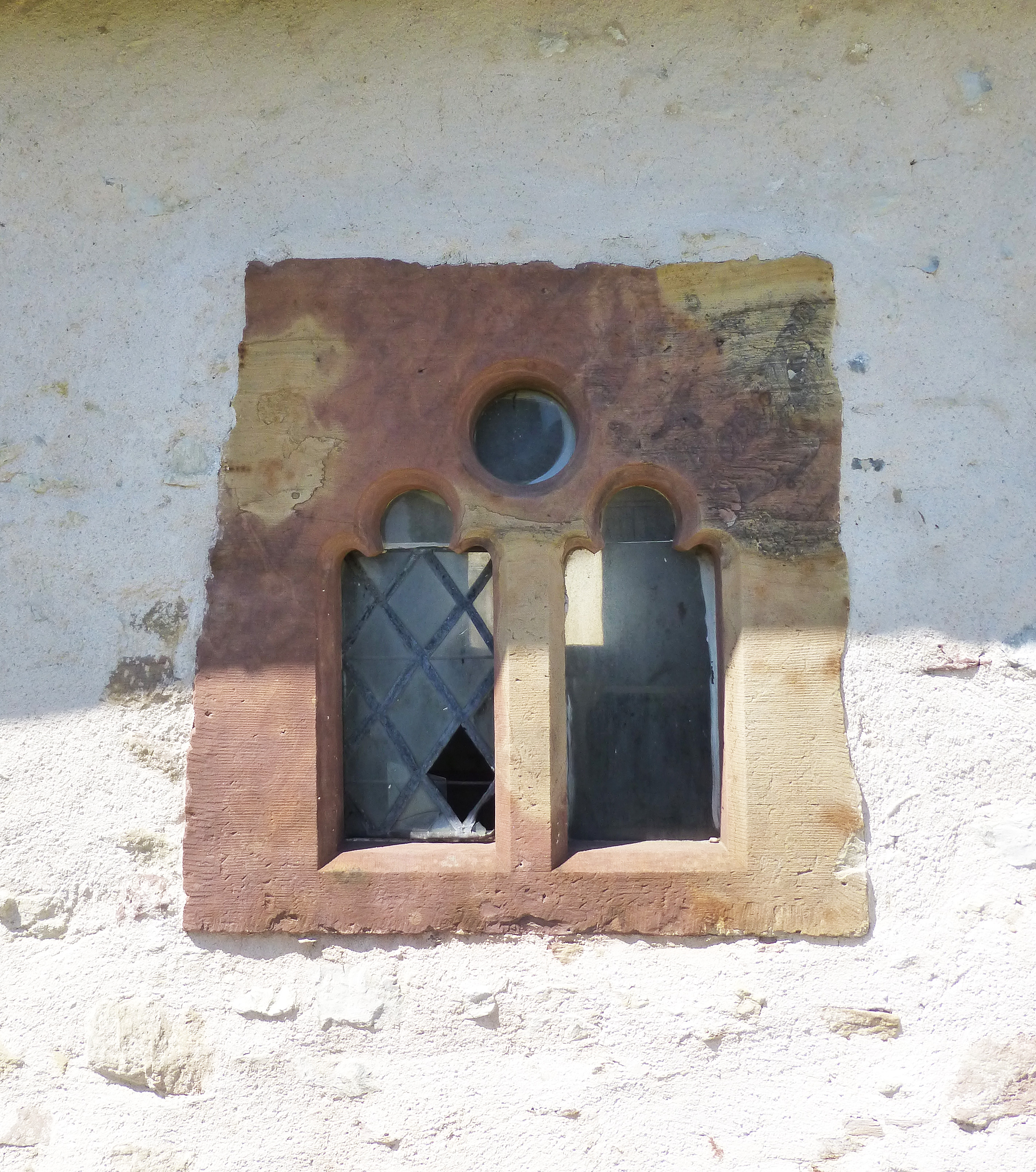

## Protection
La chapelle Saint-Antoine est inscrite au titre des monuments historiques par arrêté du 1er novembre 1933.